# 區海倫
區海倫（英語：Helen Au，1968年4月28日—），原名區帶娣，香港女歌手、演員，1987年參加新秀歌唱大賽，初出道時和李蕙敏合作组成組合Echo，拆夥後區海倫轉到香港無綫電視當演员，曾主持城市追擊，也有在香港电台普通话台从事播音节目。婚後退出娛樂圈，其丈夫是前中華全國青年聯合會（全國青聯）副主席，現任立法會議員陳仲尼，現為港區全國政協。

## 演出作品

### 電視劇 (無綫電視)
| 年份   | 劇名                     | 角色 | 合作                   |
| 1990年 | 戀愛快拍                 | 郭靜 | 黃凱芹、蔡立兒、黃愛姍 |
| 1992年 | 摩登小男人：寂寞女人心   | 新娘 | 鄭丹瑞                 |
| 1993年 | 不可思議星期二：不速之客 |      | 鍾漢良、曹永廉         |

### 單元劇 (香港電台)
| 年份   | 劇名 | 角色                                      | 合作 |
| 1990年 | 性本善：仲夏夜之旅 | Emily                                     | 黃翊、馬蹄露 |
| 1990年 | 雙城記：爵士怨曲 | 唐詩韻                                    | 黃自強、鮑漢琳、焦姣 |
| 1991年 | 唱談普通話：客自遠方來 唱談普通話：A計劃 唱談普通話：梁祝之前世今世 唱談普通話：飛越中港台                                | 小莉 - -                                  | 陳山河、周文健、焦姣、李司棋 張之勅 周文健 |
| 1992年 | 屋簷下：婚紗背後 | 阿瑜                                      | 吳國敬、鄭瑞芬 |
| 1993年 | 唱談普通話：客來奉茶 唱談普通話：戀戀西湖 唱談普通話：古都流影 唱談普通話：心想事成 唱談普通話：我本善良 唱談普通話：偶然 | 查茉莉 唐婉 愛飛 (Ivy) 呂霓 失明人士 小柔 | 李司棋、周文健、黃翊、焦姣 周文健、黃翊、焦姣、李司棋 周文健、林正英、邱渝貞 吳國敬、周文健、金城武、焦姣 周文健、黃翊、羅啓新 吳岱融、周文健、蔡濟文、焦姣 |
| 1993年 | 柏林週記：唔揼會蝕底? | 卡拉OJ                                    | 鄭柏林 |
| 1994年 | 萬戶交響曲：擇善而居 萬戶交響曲：三人行必有我師                                                                           | 李先生女兒 攝影師Sammi                    | 張翼、謝月美、陳嘉輝 蔣志光、溫子聰、梁肇鏗 |

### 主持 (無綫電視)
| 年份   | 節目                           | 合作                   |
| 1992年 | 娛樂反斗星                     | 曾志偉、雷宇揚         |
| 1993年 | 娛樂北斗星                     | 曾志偉、江欣燕、梁漢文 |
| 1993年 | 好玩小電影                     | 古巨基                 |
| 1993年 | 永安旅遊話你知：點解澳洲咁好玩 | 李克勤、吳國敬、黎瑞恩 |
| 1994年 | 新春萬事joke                   | 阮兆祥、梅小惠         |
| 1994年 | 現代審死官                     | 鄭丹瑞、劉彩玉         |
| 1994年 | 咪當我老襯                     | 鄧梓峰、陳淑蘭         |
| 1994年 | 城市追擊（至1997年）           | 安德尊、林映輝         |
| 1995年 | 為食到飛起（第14-21集）        | 楚原、江欣燕           |
| 1995年 | 好玩小電影                     |                        |
| 1995年 | 入得廚房出得SHOW               | 安德尊                 |
| 1995年 | 東瀛味霸大挑戰                 | 李錦聯、楊婉儀         |
| 1996年 | 星晨旅遊日本完全Shopping手冊   | 阮兆祥                 |
| 1996年 | 發發發，發到飛起！             | 黃毓民、張玉珊、魯文傑 |
| 1996年 | 為食到英國                     | 陳啟泰                 |
| 1996年 | 為食到丹麥                     | 陳啟泰                 |
| 1997年 | 金牛滿屋賀新春                 | 廖啟智、汪明荃、劉倩怡 |

### 電影
| 年份   | 片名       | 角色   | 合作                             |
| 1982年 | 俏皮女學生 | 班長   | 溫碧霞、吳雅婷                   |
| 1985年 | 生死綫     |        | 岑建勳、邵傳勇                   |
| 1986年 | 富貴列車   |        | 洪金寶、元彪、鍾鎮濤             |
| 1986年 | 霹靂大喇叭 |        | 洪金寶、張學友                   |
| 1987年 | 靚妹正傳   | 海倫   | 楊羚、施偉然                     |
| 1991年 | Yes一族    |        | 黎明、李克勤、草蜢、周慧敏、桑妮 |
| 1992年 | 新孖寶妙探 |        | 梁家仁、溫兆倫                   |
| 1994年 | 沉默的姑娘 | 鄺美兒 | 袁詠儀、金城武                   |

### 綜藝節目
| 年份      | 節目                                 | 性質                   |
| 1992年    | 奇案直銷講場                         | 第5集嘉賓              |
| 1992年    | 1992香港健康家庭競選之勁鬥星輝夜     | 演出                   |
| 1992年    | 大話俱樂部                           | 第8集嘉賓              |
| 1993年    | 樂壇笑爆鏡                           | 第2集演出              |
| 1993年    | 叻人新世紀                           | 第10集嘉賓             |
| 1993年    | 點解香港咁過癮'93                    | 第1集嘉賓              |
| 1993年    | 親子也瘋狂                           | 第4集嘉賓              |
| 1993年    | 93新婚夫婦競選（页面存档备份，存于） | 演出                   |
| 1993年    | 生力啤香港競飲大賽1993               | 嘉賓                   |
| 1994年    | 香港超級寵物大賽                     | 演出                   |
| 1994年    | 江山如此多FUN (第二輯)               | 第3集嘉賓              |
| 1996年    | 萬眾同心公益金                       | 演出                   |
| 1996年    | 超級無敵獎門人                       | 第30集嘉賓             |
| 1997年    | 超級無敵獎門人之再戰江湖             | 第19集嘉賓             |
| 1997年    | 世界如此多FUN                        | 第4集嘉賓              |
| 2006年    | 東華愛心慶歡騰                       | 演出                   |
| 2017年9月 | 流行經典50年                         | 第19集演唱歌曲《是否》 |

## 外部連結
- 區海倫在香港影庫上的簡介